# Hollister (Modeunternehmen)
Hollister Co. ist eine zu Abercrombie & Fitch gehörende Modemarke und Sparte, die nach einem kalifornischen Ort benannt ist. Das Unternehmen bietet Mode im Surfer-Stil an, die der Kollektion von Abercrombie & Fitch ähnelt.

## Geschichte
Im Juli 2000 wurde im Easton Town Center in Columbus (Ohio) das erste Geschäft eröffnet. Anfangs war Hollister nur in Nordamerika aktiv. Die erste europäische Filiale wurde 2008 in London eröffnet. Am 10. Dezember 2009 öffnete die Verkaufsstelle im Frankfurter Einkaufszentrum MyZeil. In Deutschland betreibt das Unternehmen mittlerweile mehr als 20 Filialen, unter anderem 2× in München, in Bremen, Karlsruhe und Koblenz.
Mancherorts wird die Schwestermarke Gilly Hicks als „Shop-in-Shop“-Store präsentiert.
Die COVID-19-Pandemie hat zu einem verstärkten Online-Shopping geführt.

## Konzept

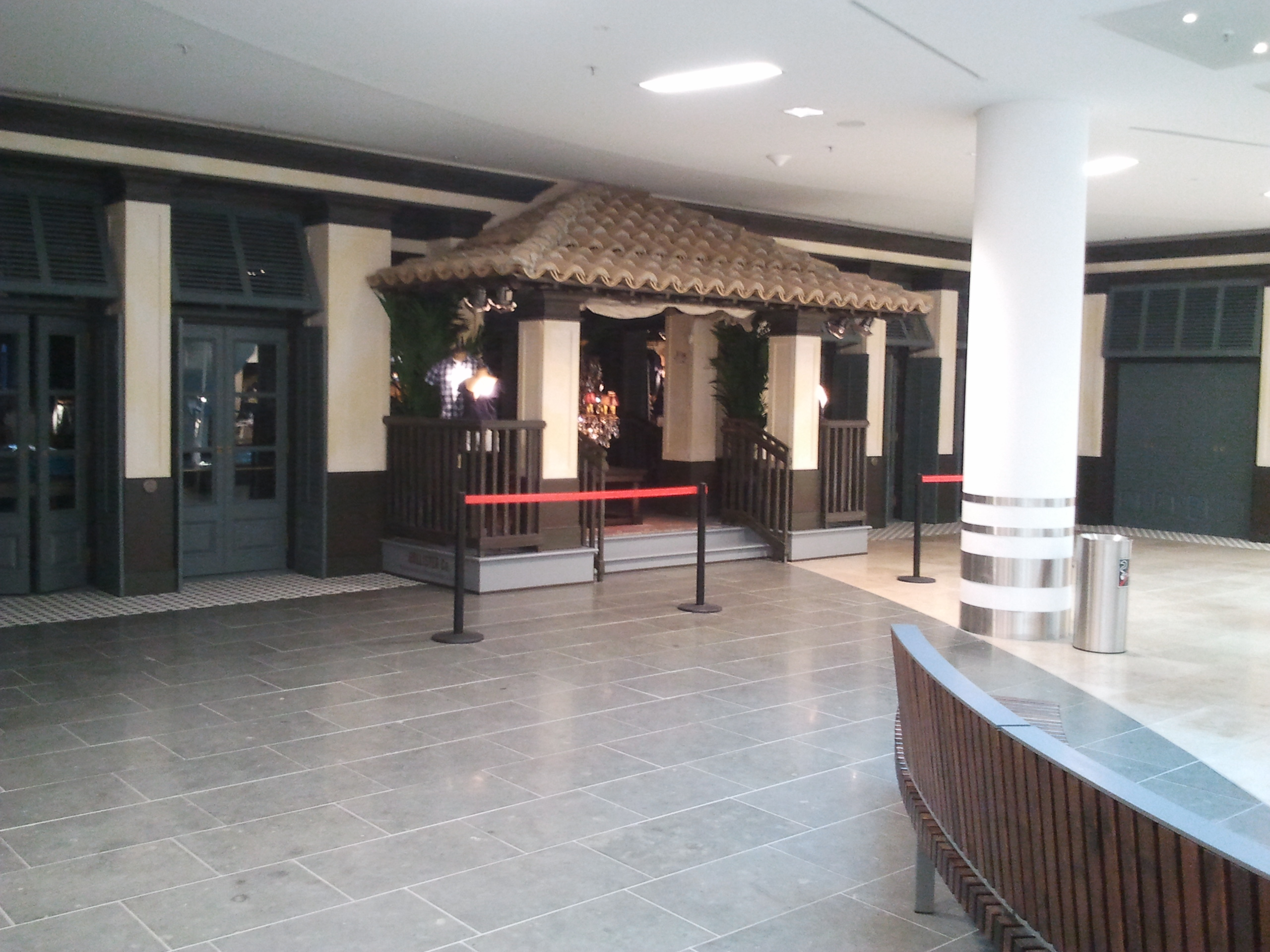
Eingangsbereich der Neusser Filiale

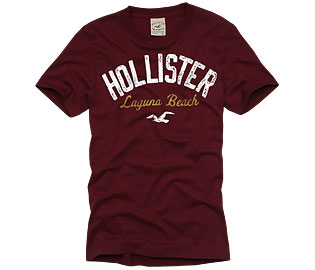
Ein T-Shirt von Hollister

Die Filialen werden in Deutschland zwar beworben, zu Hollisters Corporate Identity gehört jedoch der Verzicht auf Außenwerbung der Filialen und Schaufensterdekoration. Die Verkaufsräume ähneln in ihrer Aufmachung „Surfshops“, wodurch der Surfstyle besser zur Geltung kommt. Zielgruppe sind Teenager und junge Erwachsene. Die Mitarbeiter sollen sich durch attraktives Aussehen auszeichnen.

## Kritik
Die Welt berichtete in zwei Artikeln im Dezember 2012 und Januar 2013 von schlechten Arbeitsbedingungen in den deutschen Filialen. So würden Mitarbeiter kameraüberwacht und nach der Arbeit Leibesvisitationen unterzogen. Außerdem soll die Gründung eines Betriebsrats in Frankfurt am Main behindert worden sein und fast nur befristete Arbeitsverträge geschlossen werden. Im April 2013 wurde vor dem Arbeitsgericht Kassel jedoch eine Einigung erzielt, dass nicht mehr alle Mitarbeiter durchsucht werden, sondern dass per Zufall im Durchschnitt jeder sechste Mitarbeiter ausgewählt wird.
Im August 2013 wurde eine außergerichtliche Einigung mit dem Betriebsrat der Frankfurter Filiale darüber erzielt, dass Mitarbeiter nicht mehr von Wachleuten zur Toilette begleitet werden. Als Begründung für die bisherige Überwachung und Begleitung wurden seitens der Geschäftsführung „Beschädigungen der Toilettentüren“ angeführt.
Zudem sollen die Mitarbeiter möglicherweise gesundheitlichen Gefährdungen durch laute Musik, gedämpftes Licht und niedrige Temperaturen in den Geschäften ausgesetzt sein. 2012 wurden in 350 Läden in Österreich Lärmmessungen durchgeführt. Wie schon im Jahr 2011 gewann Hollister den „Zwangsbeschaller“, den Preis für den lautesten Laden. Der in der Salzburger Filiale gemessene Lautstärkepegel betrug 99 dB, was dem Lärm einer Kettensäge entspricht. Hollister weigerte sich jedoch, den von der katholischen Kirche, dem Österreichischen Gewerkschaftsbund und der Linzer Initiative „Hörstadt“ vergebenen Preis anzunehmen.